# US Open 2004 (Badminton)
Die US Open 2004 im Badminton fanden vom 21. bis zum 25. September 2004 in Orange, Kalifornien, statt. Das Preisgeld betrug 30.000 US-Dollar. Das Turnier trug damit einen Stern im World Badminton Grand Prix 2004.

## Sieger und Platzierte
| Disziplin    | Gold                           | Silber                         | Bronze                                |
| ------------ | ------------------------------ | ------------------------------ | ------------------------------------- |
| Herreneinzel | Lee Yen Hui Kendrick           | Peter Rasmussen                | Nicholas Kidd                         |
| Herreneinzel | Lee Yen Hui Kendrick           | Peter Rasmussen                | Joachim Fischer Nielsen               |
| Dameneinzel  | Xing Aiying                    | Lili Zhou                      | Johanna Lee                           |
| Dameneinzel  | Xing Aiying                    | Lili Zhou                      | Susan Hughes                          |
| Herrendoppel | Tony Gunawan                   | Mathias Boe Carsten Mogensen   | Halim Haryanto David Pohan            |
| Herrendoppel | Tony Gunawan                   | Mathias Boe Carsten Mogensen   | Joachim Fischer Nielsen Jesper Larsen |
| Damendoppel  | Cheng Wen-hsing Chien Yu-chin  | Chou Chia-chi Ku Pei-ting      | Jiang Yanmei Li Yujia                 |
| Damendoppel  | Cheng Wen-hsing Chien Yu-chin  | Chou Chia-chi Ku Pei-ting      | Liza Parker Suzanne Rayappan          |
| Mixed        | Cheng Wen-hsing Lin Wei-hsiang | David Lindley Suzanne Rayappan | Kevin Han Grace Peng Yun              |
| Mixed        | Cheng Wen-hsing Lin Wei-hsiang | David Lindley Suzanne Rayappan | Halim Haryanto Eny Erlangga           |

## Finalergebnisse
| Disziplin    | Sieger                         | Finalist                       | Ergebnis         |
| ------------ | ------------------------------ | ------------------------------ | ---------------- |
| Herreneinzel | Lee Yen Hui Kendrick           | Peter Rasmussen                | 7-12, Aufgabe    |
| Dameneinzel  | Xing Aiying                    | Lili Zhou                      | 9-11, 11-6, 11-2 |
| Herrendoppel | Howard Bach Tony Gunawan       | Mathias Boe Carsten Mogensen   | 15-5, 15-7       |
| Damendoppel  | Cheng Wen-hsing Chien Yu-chin  | Ku Pei-ting Chou Chia-chi      | 15-12 15-2       |
| Mixed        | Lin Wei-hsiang Cheng Wen-hsing | David Lindley Suzanne Rayappan | 15-5, 15-7       |